# Robert Fayrfax
Robert Fayrfax, né le 23 avril 1464 et décédé le 24 octobre 1521, est un compositeur anglais de la Renaissance, considéré comme le plus important et influent des règnes des rois Henri VII et Henri VIII d’Angleterre.

## Biographie
Il est né dans la ville de Deeping Gate dans le Lincolnshire. Il a reçu la protection de la figure culturelle de tout premier plan de la cour Henry VII, la mère du roi, Lady Margaret Beaufort (1443-1509). Il a commencé sa carrière comme maître de chapelle à Saint-Alban’s à Londres en 1496 et a été nommé "Gentleman of the Chapel Royal" de 6 décembre 1497. On lui a accordé l’aumônerie de la "Free Chapel" du château de Snodhill, un poste qui était donné un an plus tard à Robert Cowper, un autre "Gentleman". Il est signalé comme organiste de l’abbaye de Saint Albans de 1498 à 1502.
Fayrfax acquis le titre de Bachelor of Music de Cambridge en 1501, et le titre de Doctor of Music en 1504. Plus tard, il a acquis le titre de Doctor of Music d’Oxford (par incorporation) en 1511. Il devient membre de la fraternité sacerdotale Saint-Nicolas (une guilde de bedeaux de Londres, à laquelle appartenait de nombreux musiciens) en 1502. Au début du règne de Henri VIII en 1509, celui-ci accorda à Fayrfax la rente d’une exploitation dans le Hampshire et fit de lui plus tard un Poor Knight of Windsor (avec une attribution à vie de douze cents par jour) le 10 septembre 1514.
En 1520, il a dirigé la Chapelle royale lors du camp du Drap d’Or. Il mourut en 1521, peut-être à Saint-Alban, où il a été enterré.

## Œuvre et influence
De ses œuvres, ont survécu six messes, deux Magnificat, treize motets, neuf fragments de chansons et deux pièces instrumentales. Une de ces messes n’est autre que l’« exercice » pour son doctorat, la messe Oh quam glorifica. Une de ses messes, Regali ex Progenie a été copiée au King’s College de Cambridge et trois de celles-ci (Salve Regina, Regali Magnificat, et la Gratiae lumen Ave incomplète) ont été trouvées dans le livre de chœur d’Eton. Une de ses messes, O bone Jesu, commandé par Lady Margaret Beaufort est considérée comme la première « messe parodique ».
Il a été décrit comme « la figure de proue de l’establishment musical de son époque » et comme « le compositeur le plus admiré de sa génération ». Son œuvre a eu une influence majeure sur les compositeurs ultérieurs, y compris John Taverner (1490-1545) et Thomas Tallis (1505-1585).

## Enregistrements
- Les messes (Missa O Quam Glorifica, Missa tecum principium, Missa Albain, Missa O Bone Jhesu, Missa Regali Ex Progenie) - Andrew Carwood / David Skinner The Cardinall's Musick (ASV Gaudeamus CDGAX353).

## Sources
1. 1 2  (en) D. M. Randel, The Harvard Biographical Dictionary of Music, Cambridge MA, Harvard University Press, 1996, p. 262.
2. ↑  (en) J. Haar, European music, 1520-1640, Woodbridge, Boydell, 2006, p. 490.
3. 1 2 3 4 5 6 7  (en) J. Caldwell, The Oxford History of English Music, vol. 1, Oxford, Oxford University Press, 1998, p. 210.
4. ↑  (en) John Venn et John Archibald Venn, « Fairfax, Robert », dans Alumni Cantabrigienses, 10 volumes, Cambridge University Press, 1922–1958 [lire en ligne].
5. 1 2 3  (en) D. M. Greene, Greene’s Biographical Encyclopedia of Composers, 1985, p. 25, (OCLC 611766662).
6. ↑  (en) H. Benham, John Taverner: His Life and Music, Aldershot, Ashgate, 2003, p. 66.